# Reggenza di Morowali Settentrionale
La reggenza di Morowali Settentrionale (in indonesiano: Kabupaten Morowali Utara) è una reggenza dell'Indonesia, situata nella provincia di Sulawesi Centrale.